# Retro Engine
Retro Engine, также известен как Retro Software Development Kit — мультиплатформенный игровой движок, разработанный австралийским программистом Кристианом Уайтхедом, игры которой выполнены в стиле классических игр, применяемый только для олдскульных игр серии «Sonic the Hedgehog» от Sega (выпускались ремастеры, ремейки и игры).

## История
Retro Engine был впервые использован Кристианом Уайтхедом в 2007 году для фанатской игры «Retro Sonic», создавший элементы из оригинальных классических игр серии «Sonic the Hedgehog».
В 2009 году Кристиан Уайтхед подарил компании Sega порт игры «Sonic the Hedgehog CD» для iPhone. Благодаря этому, он получил одобрение производить ремастер игры, выпущенный в 2011 года для различных платформ, среди которых были не только iPhone, но и игровые приставки и PC. Два лет спустя, в 2013 году Кристиан Уайтхед в сотрудничестве с компанией Headcannon создал ремастеры для классических игр Sega Mega Drive: «Sonic the Hedgehog» и «Sonic the Hedgehog 2» для мобильных устройств. В 2014 году они также представили прототип ремастера игры «Sonic the Hedgehog 3 & Knuckles», но работа над ним была приостановлена из-за решения Sega отклонила проект. Саймон Томли из Headcannon полагал, что это произошло из-за юридических проблем, связанных с участием Майкла Джексона и его партнёров в создании саундтрека к игре.
С 2015 года, Уайтхед и Headcannon совместно с компанией PagodaWest Games разрабатывали новую игру «Sonic Mania», вышедшедшую в 2017 году. Это была совершенно новая игра, работающая на Retro Engine.
В 2022 году вышел сборник «Sonic Origins», содержащий все предыдущие ремастеры на движке Retro Engine, включая новый ремастер «Sonic 3 & Knuckles», разработанный компанией Headcanon.

### Star Engine
Два года спустя, в 2019 году Уайтхед и другие люди связанные с производством Sonic Mania, основали собственную студию Evening Star и первоначально изменили название Retro Engine на Star Engine. В 2021 году студия сообщила, что Star Engine был преобразован в отдельный движок, поддерживающий 3D-перспектив, а Retro Engine остался движком для 2D-игр.
С 2021 года Evening Star совместно с издателем Private Division создают новую игру Penny’s Big Breakaway на движке Star Engine. Её выпуск ожидается где-то в 2024 году.

## Сониковские игры на движке
- «Retro Sonic» (2008).
- «Sonic Nexus» (2009).
- «Sonic the Hedgehog CD» (2011).
- «Sonic the Hedgehog» (2013).
- «Sonic the Hedgehog 2» (2013).
- «Sonic Mania» (2017).
  - «Sonic Mania Plus» (2018).
- «Sonic Origins» (2022).
  - «Sonic Origins Plus» (2023).
- «Penny’s Big Breakaway» (2024).

### Комментарии
1. ↑  Хотя первоначально для мобильных устройств сам ремастер был отклонён.